# Ongandjera
Ongandjera est un village près d'Okahao dans la région de Omusati dans le nord de la Namibie. Il fait partie historiquement de l'Ovamboland. Ongandjera est aussi une royauté traditionnelle. C'est le lieu de naissance de Sam Nujoma, le premier président de la Namibie. En 1917, l'Afrique du Sud a privé de leur autorité sept petits royaumes dont celui de Ongandjera. À la suite de l'indépendance de la Namibie, le roi de Ongandjera a proclamé la restauration de la famille royale.
Ongandjera se compose de plusieurs hameaux parmi lesquels Oshiteyi, Ongozi, Onemanya, Oluteyi, Etilyasa, Etunda et Okahao qui est le hameau principal. La maison des parents de Sam Nujoma se trouve à Etunda. Au total le village compterait plus de 2700 habitants. 
Le nom Ongandjera vient de "aagandji yiiyela". Liyela peut se traduire par  perles de métal d'or enfilées.